# Costantana
La costantana è una lega binaria composta di rame (60%) e di nichel (40%) che presenta una resistività di circa 4,9×10−7Ω·m.
Il suo nome è collegato alla proprietà di mantenere pressoché invariata la propria resistività al variare della temperatura (che invece normalmente aumenta).

## Storia
Nel 1887 Edward Weston scoprì che alcuni metalli possono avere un coefficiente di resistività negativo, e brevettò la sua "Lega n. 2", prodotta in Germania, dove venne rinominata "costantana". Weston non aveva idea dell'impatto della sua scoperta: nel corso di un secolo ed oltre è diventato il materiale più usato nelle applicazioni elettrotecniche dove è richiesta una accurata compensazione delle variazioni di temperatura.
Qualche anno dopo Weston inventò un'altra lega con caratteristiche simili: la manganina.

## Utilizzo
Viene utilizzata in ambito elettrotecnico per la realizzazione di 
- resistori
- estensimetri elettrici a resistenza
- shunt per amperometri
- termocoppie, insieme al rame (termocoppie modello T) oppure insieme al ferro (termocoppie modello J o termocoppie Ferro-Costantana).

In genere, a basse correnti un filo conduttore riesce a disperdere il calore prodotto mantenendosi pressoché a temperatura ambiente. A correnti alte la temperatura del filo conduttore aumenta sensibilmente.